# Перестово
Перестово — деревня в Окуловском муниципальном районе Новгородской области, относится к Турбинному сельскому поселению.

## Географическое положение
Деревня Перестово находится на северных берегах озёр Конино и Перестово, системы озера Боровно; в 13 км к северу от административного центра сельского поселения — деревни Мельница; в 8 км к югу от города Окуловка.
Деревня Перестово расположена на Валдайской возвышенности, на территории северной части Валдайского национального парка.

## История
В XVIII веке деревня Перестово находилась в Сытинском погосте, на котором с 1762 года стояла церковь Успения Пресвятой Богородицы.
С начала XIX века до 1918 деревня Перестово находилась в составе Заозерской волости Крестецкого уезда Новгородской губернии.
Деревня Перестово отмечена на карте Валдайского уезда 1788, специальной карте Западной части России 1826—1840 годов.
В 1879 году в Перестове была выстроена часовня, освящённая во имя Тихвинской иконы Божией Матери, приписанная к церкви Архангела Михаила в Боровне.
В 1908 в Перестово было 58 дворов и 85 домов с населением 275 человек.
В 1918—1927 Перестово относилось к Берёзовикскому сельсовету Заозерской(Окуловской) волости Маловишерского уезда Новгородской губернии.
Население деревни Перестово в 1927 году — 309 человек.
В 1927 Берёзовикский сельсовет вошёл в состав новообразованного Окуловского района.
В 1928 деревня Перестово была передана в Перевозский сельсовет.
В 1959 Перевозский сельсовет был упразднён, а Перестово перешло в административное подчинение Окуловскому поселковому Совету.
В 1963 административный Окуловский район был упразднён. Из Окуловского поселкового Совета, который вошёл в Маловишерский промышленный район, Перестово было передано в состав Варгусовского сельсовета Окуловского сельского района, центр которого был перенесён из деревни Варгусово в деревню Окуловка.
В 1965 деревня Перестово в Варгусовском сельсовете вернулась в восстановленный административный Окуловский район.
Часовня Тихвинской иконы Божией Матери в годы лихолетья была переоборудована в магазин; затем в этом здании был жилой дом, сгоревший в 1980 году. В 1981 на месте пожарища по инициативе жителей деревни был установлен обелиск в честь воинов, погибших в годы Великой Отечественной войны.
В 1982 Варгусовский сельсовет был упразднён, а Перестово вошло в состав Турбинного сельсовета.

## Население
В 2002 — 48. В 2011 — 43.
| 2002 | 2009 | 2010 | 2011 |
| ---- | ---- | ---- | ---- |
| 48   | ↘42  | ↘41  | ↗43  |